# Barnaviridae
Barnaviridae és una família de virus d'ARN monocatenari +. L'espècie tipus és Mushroom bacilliform virus.